# كيفن أودونيل جونيور
كيفن أودونيل جونيور (بالإنجليزية: Kevin O'Donnell Jr.)‏ (29 نوفمبر 1950، كليفلاند في الولايات المتحدة - 7 نوفمبر 2012، كليفلاند في الولايات المتحدة)؛ روائي أمريكي. درس في جامعة ييل.